# Hinterlandmuseum Schloss Biedenkopf

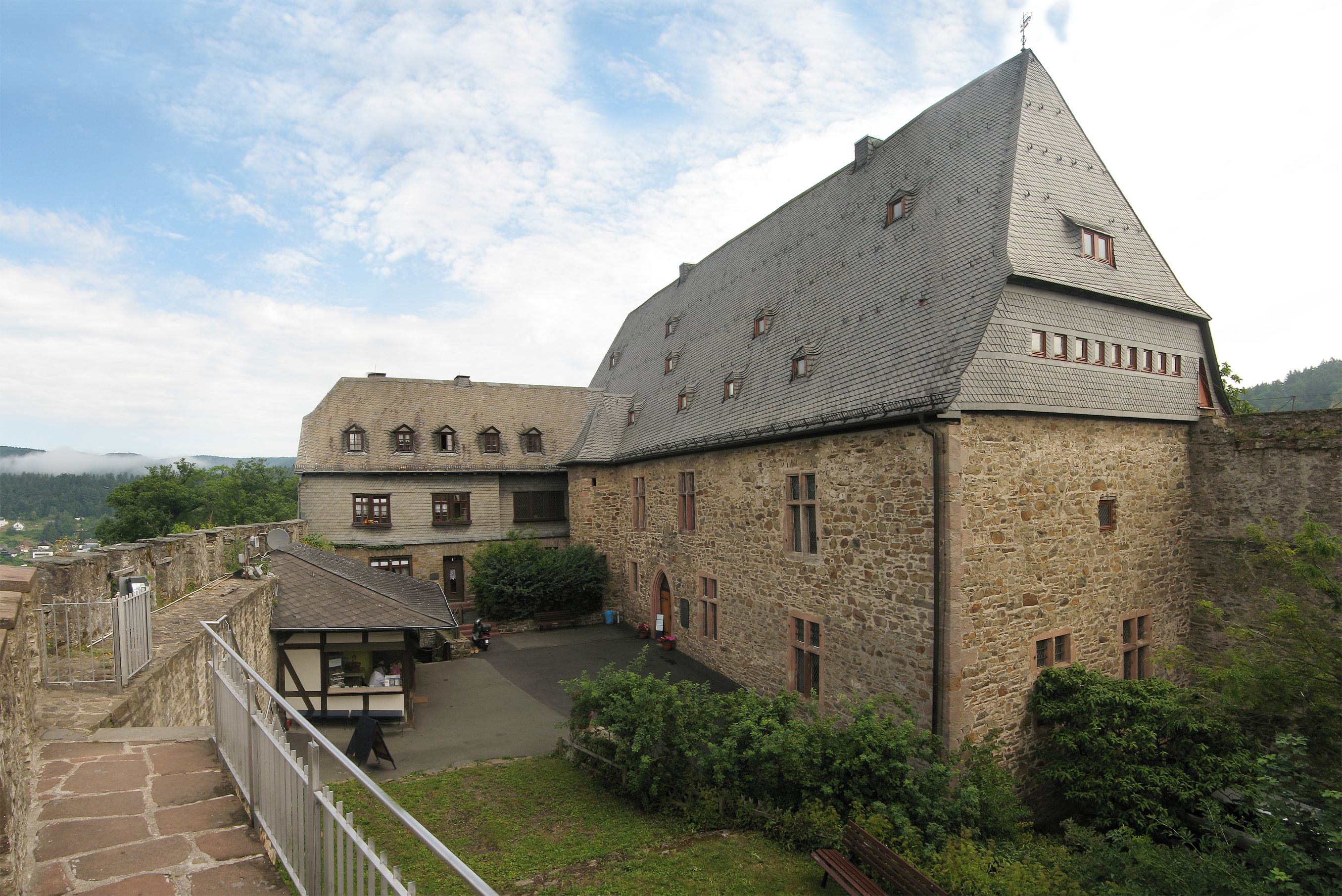
Außenansicht des Hinterlandmuseums im Palas des Landgrafenschlosses Biedenkopf (2006)

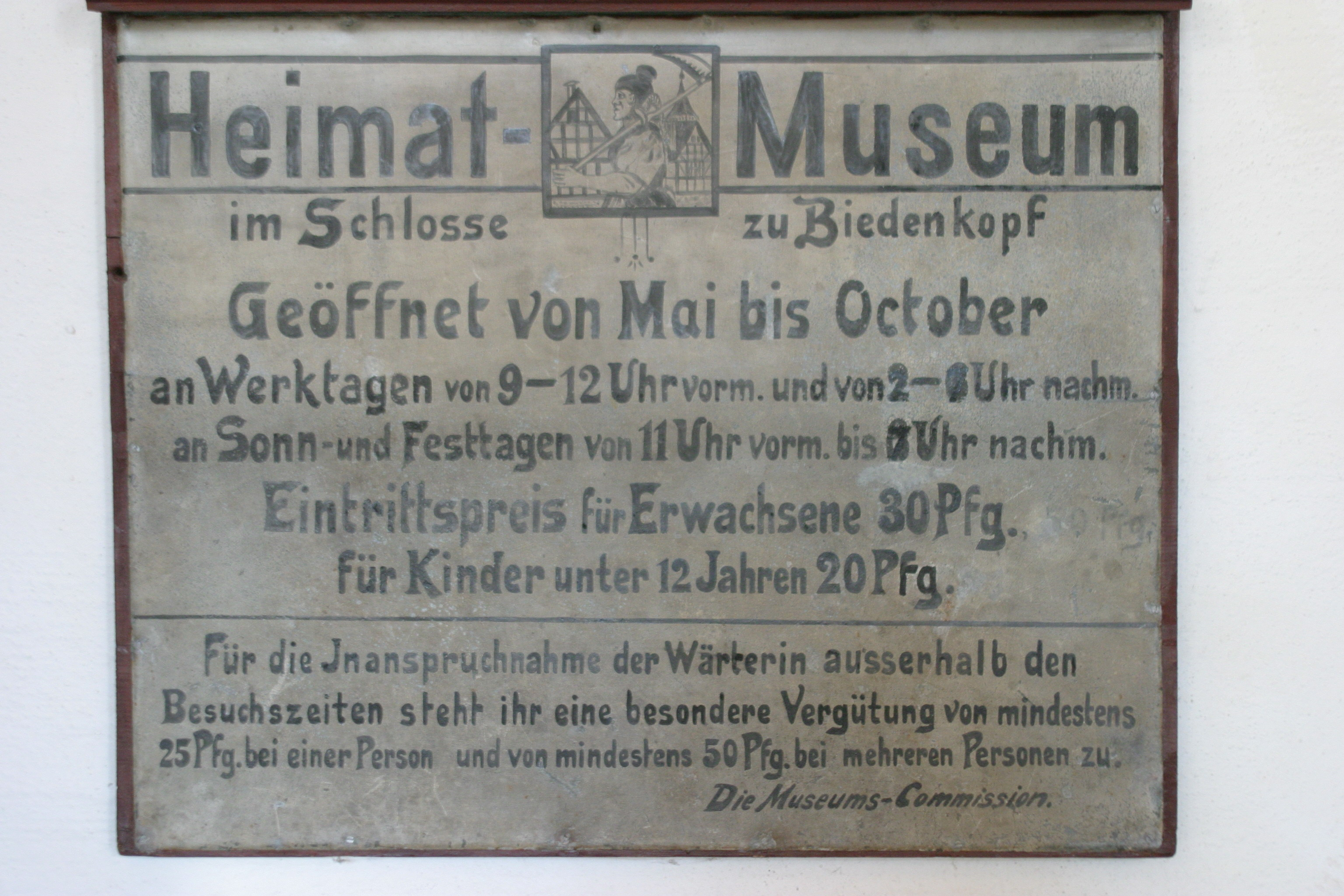
Historisches Schild am Eingang zum Hinterlandmuseum

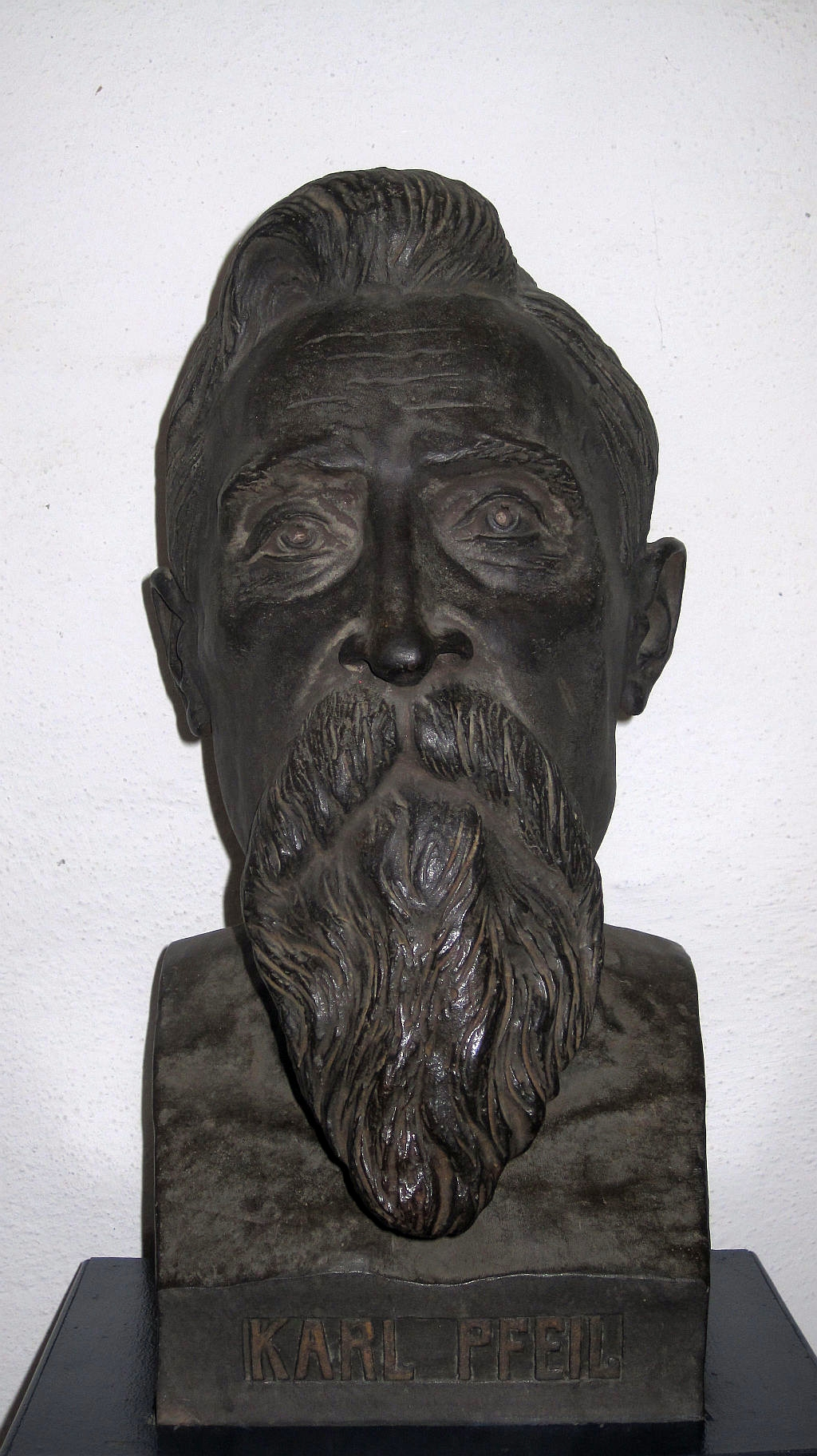
Büste des ersten Kurators Carl Pfeil I.

Das Hinterlandmuseum im Schloss Biedenkopf ist mit seiner umfangreichen Sammlung Hinterländer Trachten ein bedeutendes Kulturdenkmal im Hessischen Hinterland und das einzige kulturgeschichtliche Museum in der Trägerschaft des Landkreises Marburg-Biedenkopf, welches regional übergreifend positioniert ist. Im Landgrafenschloss des Luftkurortes Biedenkopf wird auf 1.000 Quadratmetern lokale Kulturgeschichte der vergangenen 900 Jahre gezeigt.
Die Ausstellung erstreckt sich über alle Stockwerke des ehemaligen Saalgebäudes, dem sogenannten Palas, und liegt schwerpunktmäßig auf Verkehrs-, Industrie-, Landwirtschafts- und Handwerksgeschichte sowie auf Trachten-, Alltags- und Wohnkultur.

## Gründung und Anfangsjahre
Der Geschichtsverein für den Kreis Biedenkopf gründete mit dem Eröffnungsdatum 25. September 1908 in den Erdgeschossräumen des Biedenkopfer Schlosses ein sogenanntes „Altertumsmuseum“ als Regionalmuseum. Später wurde es als Trachtenmuseum und Heimatmuseum bezeichnet. Der Verein hatte sich 1907 mit 83 Mitgliedern konstituiert und die „Anlegung einer Altertums- und Trachtensammlung“ im Schloss Biedenkopf zu seinen Vereinszielen erklärt. Die Grundlage der Sammlung wurde mit der etwa 250 Objekte umfassenden Privatsammlung des Antiquitätenhändlers und Kaminfegermeisters Carl Pfeil I. gelegt. Viele der von ihm zusammengetragenen Objekte sind heute noch im Museum zu sehen. Zu Ehren des Gründers wurde eine Bronzebüste gefertigt, die bis heute im Eingangsbereich des Museums zu sehen ist. Bereits 1910 wurde zusätzlich das erste Stockwerk genutzt und mit Carl Pfeil I. ein erster Konservator bestimmt; sein Sohn Carl Pfeil jun. folgte ihm in dieser Stellung nach.
Herzstück der Ausstellung sind seit den Anfängen des Museums die lebensgroßen Figurinen mit den Trachten des Hinterlandes. Der Variantenreichtum der Kleidung wird an ihnen gut sichtbar. Überregionale Bedeutung erlangte das Museum vor allem durch diesen umfangreichen Trachtenbestand. In verschiedenen Abteilungen wird die regional- und Kulturgeschichte des Hinterlandes präsentiert. Teile des Gründungsbestandes gingen in den Jahren 1920 und 1945 durch Einbrüche verloren.
„Verwaltung, Erhaltung und Ausgestaltung der kreiseigenen Schloßanlage einschließlich des Heimatmuseums“ und „die Förderung kultureller Veranstaltungen auf dem Schloss“ – diese Aufgaben übernahm ab 1949 der Schloßverein Biedenkopf e. V. als privater Verein.

## Schließung und Neukonzeption
1988 musste das Schloss wegen dringend notwendiger Sanierungsarbeiten (der Dachstuhl drohte einzustürzen) für Besucher geschlossen werden. In den darauffolgenden Jahren wurde das Gebäude vom heutigen Besitzer, dem Landkreis Marburg-Biedenkopf, denkmalgerecht saniert.

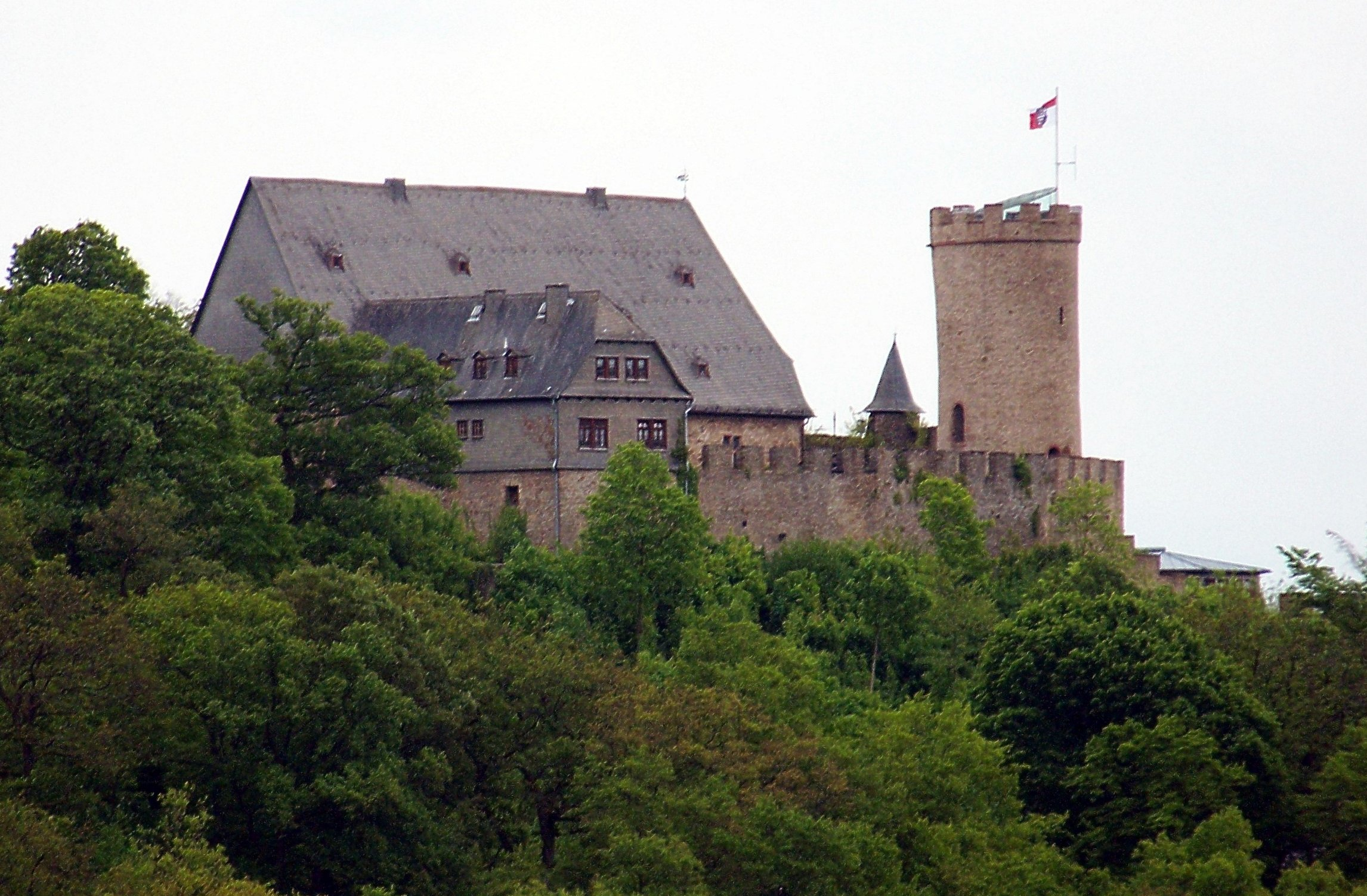
Landgrafenschloss zu Biedenkopf mit Bergfried, Westansicht

Da die Bestände des Museums während der Sanierung des Schlosses in die Carlshütte nahe Buchenau ausgelagert werden mussten, konnten sie in dieser Zeit notwendigen Restaurierungs- und Inventarisierungsarbeiten unterzogen werden. Wissenschaftliche Unterstützung in Form von universitären Projektmitarbeitern war notwendig und willkommen. Die Museumsstücke konnten danach – je nach thematischer Konzeption – dem Publikum auf heute 1.000 m² Ausstellungsfläche wieder zugänglich gemacht werden. Das Museum verzeichnet circa 11.400 inventarisierte Objekte; der gesamte Bestand wird auf 30.000 Teile geschätzt.
Das Museum wurde didaktisch neu konzipiert und im April 1993 wieder eröffnet. Nach der Sanierung wurde der Innenausbau des Schlosses im selben Jahr mit dem Hessischen Denkmalschutzpreis ausgezeichnet.
Nach der Wiedereröffnung wurde damit begonnen, jeden Monat ein Exponat der umfangreichen Sammlung des Museums besonders herauszustellen. Dieses Exponat des Monats ist üblicherweise im Depot gelagert und kann nicht dauerhaft gezeigt werden. Mit der Hervorhebung dieses monatlich wechselnden Ausstellungsstückes ist auch ein Dank an die privaten Spender verknüpft, die dem Hinterlandmuseum häufig seltene Gerätschaften aus vergangenen Zeiten stiften.
Im Jahr 2015 wurde der Eingangsbereich des Hinterlandmuseums komplett erneuert. 2017 hat der Landkreis als Träger die Ausstellungsräume im Erdgeschoss neu gestaltet. 2018 wurde darüber hinaus ein neuer Ausstellungsraum zur heimischen Arbeits- und Industriekultur neu eingerichtet. Das Hinterlandmuseum wurde damit auch zu einem von fünf Ankerpunkten der Route der Arbeits- und Industriekultur in Marburg-Biedenkopf. 2019 folgte schließlich anlässlich des Grenzgangs die komplette Neugestaltung des Grenzgangsraums. An diesen Umgestaltungen waren auch Fachleute zur Museumspädagogik beteiligt.
Eine „Stärkung des Hinterlandmuseums“ ist Teil einer Machbarkeitsstudie des Landkreises, die sich mit einem neuen Nutzungskonzept für das gesamte Schlossareal beschäftigt.

## Struktur der Ausstellung

### Verkehr, Post und Industrieentwicklung
In der Eingangshalle des Erdgeschosses wird über die Entwicklung des Verkehrs- und Postwesens im Hinterland informiert. Eine bis 1908 zwischen Biedenkopf und Battenberg verkehrende Postkutsche (hergestellt 1886 in Biedenkopf) veranschaulicht die schwierigen Transportbedingungen durch das Hinterland; sie konnte im Winter zum Räderschlitten umgebaut werden.
Handdruckspritzen und Löscheimer dokumentieren die Geschichte des Feuerlöschwesens im Biedenkopfer Raum.
Die industrielle Entwicklung der Region, die mit Aufstieg und Niedergang des Hüttenwesens verbunden war, erlebte im 19. Jahrhundert ihren Höhepunkt. Einblicke in die historische Entwicklung der Metallgewinnung und -verarbeitung gewähren Produkte der Eisenindustrie, die durch technische Erläuterungen der Erzverarbeitung ergänzt werden.
Im Erdgeschoss kann außerdem die mittelalterliche Burgküche mit ihrem riesigen Rauchabzug besichtigt werden.

### Grenzgangsfest

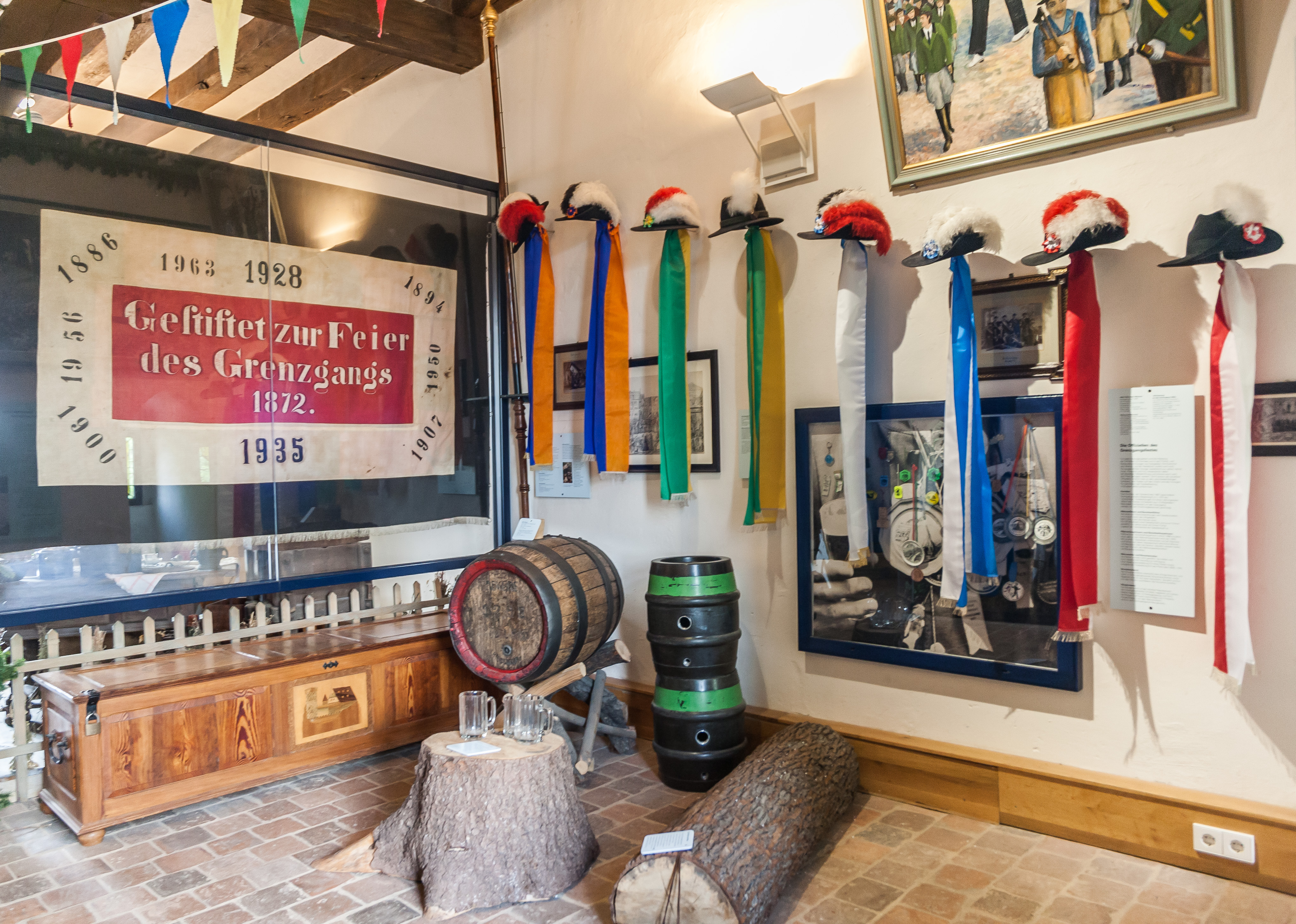
Grenzgangs-Zimmer

Alle sieben Jahre findet seit 1839 in Biedenkopf das Grenzgangsfest statt; eine 3-tägige Veranstaltung, die sich seit dem Jahr 1693 aus dem notwendigen Abschreiten und Überprüfen der Gemarkungsgrenze entwickelt hat. Die Bedeutung und Geschichte des Biedenkopfer Grenzgangs werden durch zahlreiche Ausstellungsstücke illustriert und erläutert. Informationen zur Nutzung und Bedeutung des Waldes für die Stadt und ihre Bürger ergänzen diesen Ausstellungsbereich im Obergeschoss des Palasgebäudes. Hier finden auch die – zumeist halbjährlich wechselnden – Sonderausstellungen statt. Darüber hinaus können dort in unregelmäßigen Abständen Konzerte, Vorträge und kleinere Theateraufführungen besucht werden.

### Trachtensammlung
Im Dachgeschoss ist ein Teil der umfangreichen Sammlung Hinterländer Trachten des Museums ausgestellt. Zusammen mit Haushaltsgegenständen und Möbelstücken wird hier die historische Wohn- und Alltagskultur anschaulich dargestellt.

### Dialekt
Eine Innovation stellt der „Plattschwätzkasde“ dar, der neben der Trachtenausstellung aufgestellt wurde. Seit August 2011 können Besucher auf einem Computer mitsamt einem großen Touchscreen Karten und weitere Informationen über die Verbreitung der unterschiedlichen Dialekte im Hinterland aufrufen; dazu sind jeweils gesprochene Dialektbeispiele von CDs zu hören. Zwei dieser Geräte wurden von einer IT-Schulklasse der Beruflichen Schulen Biedenkopf entwickelt und gebaut. Ein weiteres Gerät befindet sich im Regionalmuseum in Gladenbach-Weidenhausen. Die Hörbeispiele entstammen einem gemeinsamen Projekt des Vereins „Dialekt im Hinterland“ und der Sprachwissenschaftler der Philipps-Universität Marburg mit ihrem Professor Heinrich J. Dingeldein.

### Textilhandwerke
Des Weiteren kann man sich im Dachgeschoss über verschiedene Textilhandwerke informieren: der Färber, der Tuchmacher, der Strumpfwirker, auch der Hutmacher und der Schuhmacher werden hier mitsamt ihren Spezialwerkzeugen zur Schau gestellt.

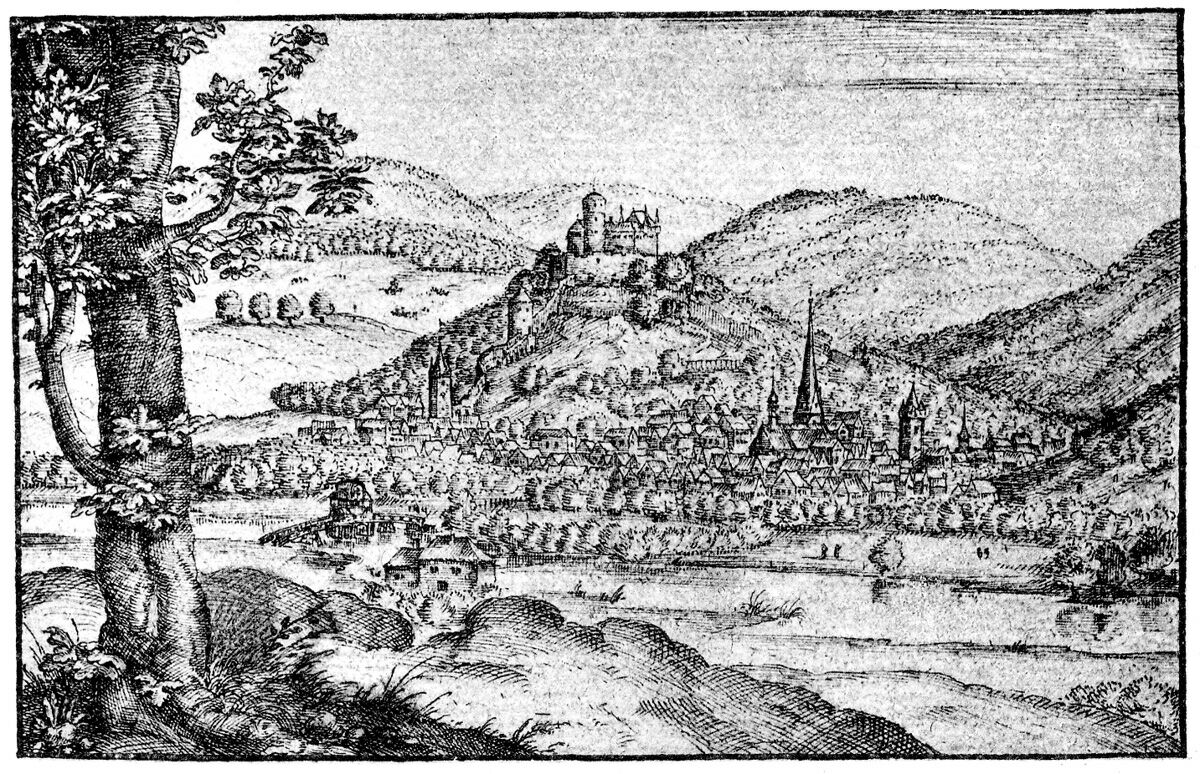
Ansicht von Biedenkopf (1591)

### Kunst
Wenige frühe Beispiele mittelalterlicher kirchlicher Kunst, beispielsweise Pietà-Gruppen aus Biedenkopf und Gönnern (1440 und 1500) sowie Werke neuzeitlicher Maler (z. B. August F. Eberspächer, Karl Lenz, Halver und Einhoff) machen den künstlerischen Wert der Sammlung deutlich.

### Bauhandwerke
Auf der Dachempore haben die Bauhandwerke – Schmied, Schlosser, Seiler, Glaser, Maler, Weissbinder, Maurer, Zimmermann und Schreiner – ihren Platz. Die frei einsehbare Dachbalkenkonstruktion ist ein seltenes Dokument der Zimmermannskunst des 15. Jahrhunderts. Nicht im Palas, sondern am Zugang zum Schlossrestaurant „Schlossterrasse“ werden verschiedene Techniken von Kratzputz und ein Lehmgefach eines Fachwerks präsentiert.

## Sonderausstellungen (Auswahl)
- Anlässlich seines hundertjährigen Bestehens zeigte das Museum vom 20. Juni bis zum 21. September 2008 als Jubiläumsausstellung „Alte Handwerkskunst aus dem Hinterland“.

Das Museum besitzt eine beachtliche Sammlung von Möbeln und Alltagsgegenständen, die Zeugnisse der Handwerkskunst aus dem hessischen Hinterland sind. Im 18. und 19. Jahrhundert haben insbesondere die holzverarbeitenden Handwerke wie Zimmerleute und Schreiner Gegenstände geschaffen, die sich durch eine besondere Qualität auszeichneten. Da inzwischen einige dieser Handwerksmeister aus dem Hinterland namentlich bekannt sind, kann auf den Marburger Architekten und Volkskundler Karl Rumpf (1885–1968) verwiesen werden. Er hat zahlreiche Objekte aus dem Hinterland gezeichnet, die sich zum Teil im Hinterlandmuseum Schloss Biedenkopf befinden. Als traditionell orientierter Wissenschaftler galt seine Aufmerksamkeit den handwerklich gefertigten, vorindustriellen Objekten wie Truhen, Tischen, Stühlen, Schränken, aber auch Dingen des täglichen Gebrauchs wie Arbeitsgeräte, Küchen- und Essgeschirr aus Keramik oder Metall.
- Sonderausstellung über die „Bierbrauereien an der oberen Lahn“ vom 30. Juni bis zum 2. September 2012

Die ehemals vielfältige Tradition lokaler Brauereien im Hinterland ist Thema dieser Sonderausstellung im Hinterlandmuseum Schloss Biedenkopf. Gezeigt wird die historische Entwicklung der Bierbrauereien im Einzugsgebiet der Lahn flussaufwärts oberhalb von Gießen seit dem frühen 19. Jahrhundert. Die heimische Brautradition wird anhand der Unternehmensgeschichte von mehr als 70 Braustätten sowie mit zahlreichen Fotos und Kulturgütern aus privaten Sammlungen illustriert. Zur Ausstellung erscheint ein reich bebilderter Katalog.
- Sonderausstellung über „Die Eisenbahn im Hinterland“ vom 15. Juli bis 3. Oktober 2016[8]

- Sonderausstellung über die Geschichte der ehemaligen Brauerei Balbach vom 1. April bis 3. Juli 2022[9]
- Sonderausstellung über die „Kunstlandschaft Hinterland“ mit Werken 30 bereits verstorbener regionaler Künstler aus dem 20. und 21. Jahrhundert vom 31. März bis 18. Juni 2023[10][11] (verlängert bis zum 10. September)[12]

## Exponate der Dauerausstellung

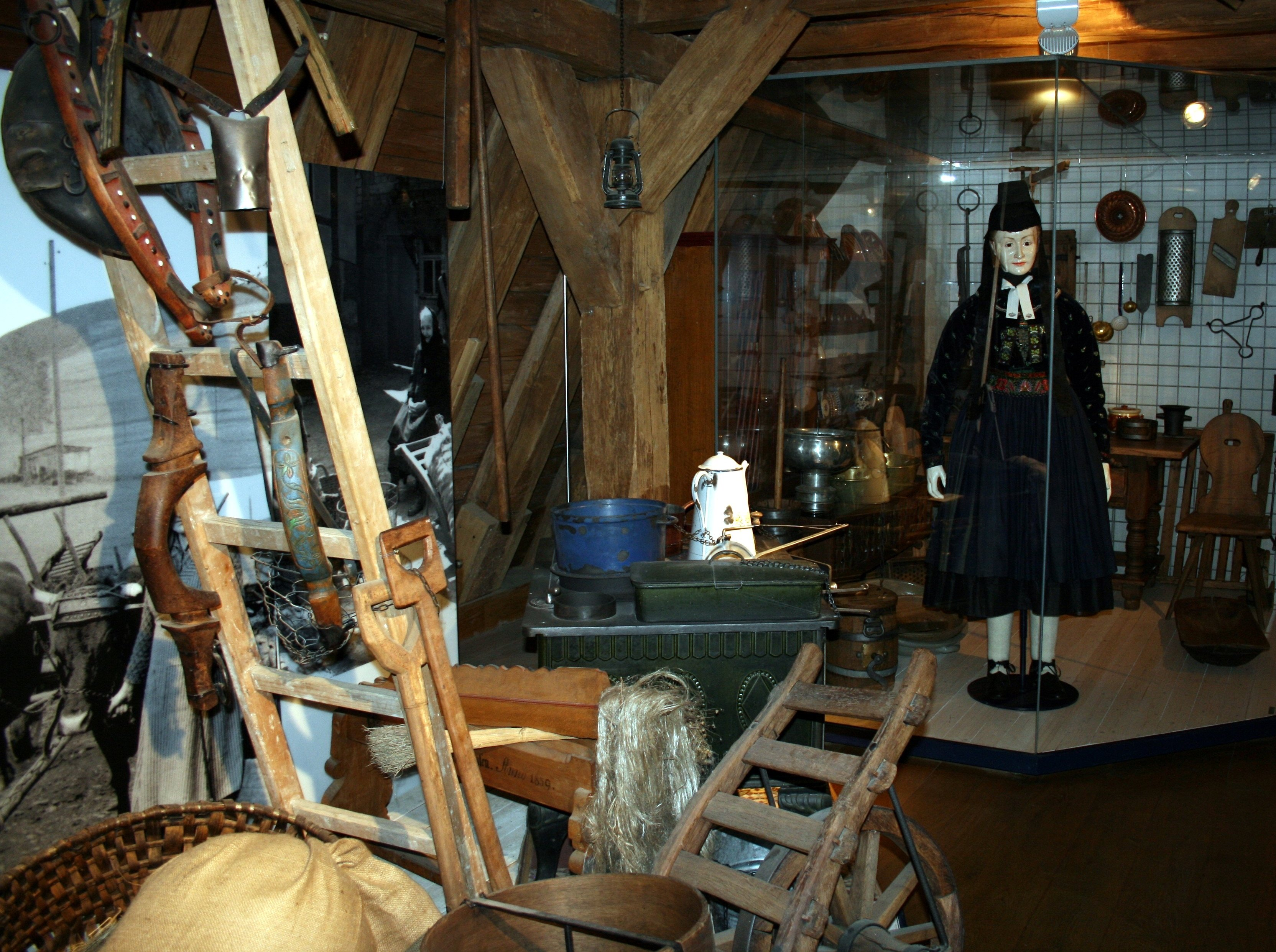
Hinterländer Frauentracht („Dellmutschetracht“) vor Kücheneinrichtung, Arbeitsgeräte zur Feldarbeit und Kornverarbeitung
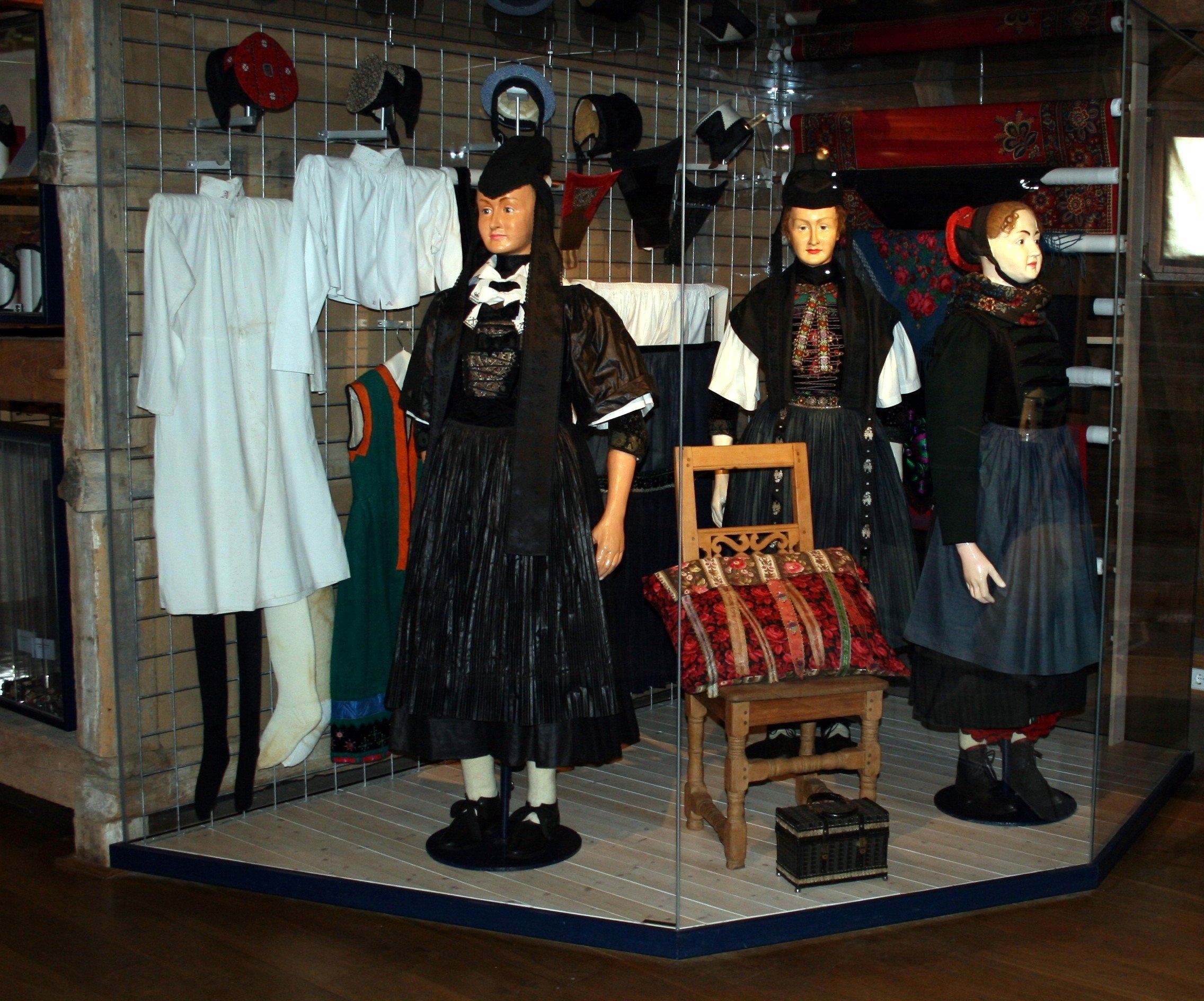
Festliche Hinterländer Frauentrachten mit Unterwäsche, verschiedenen Kopfhauben, Bändern und Tüchern
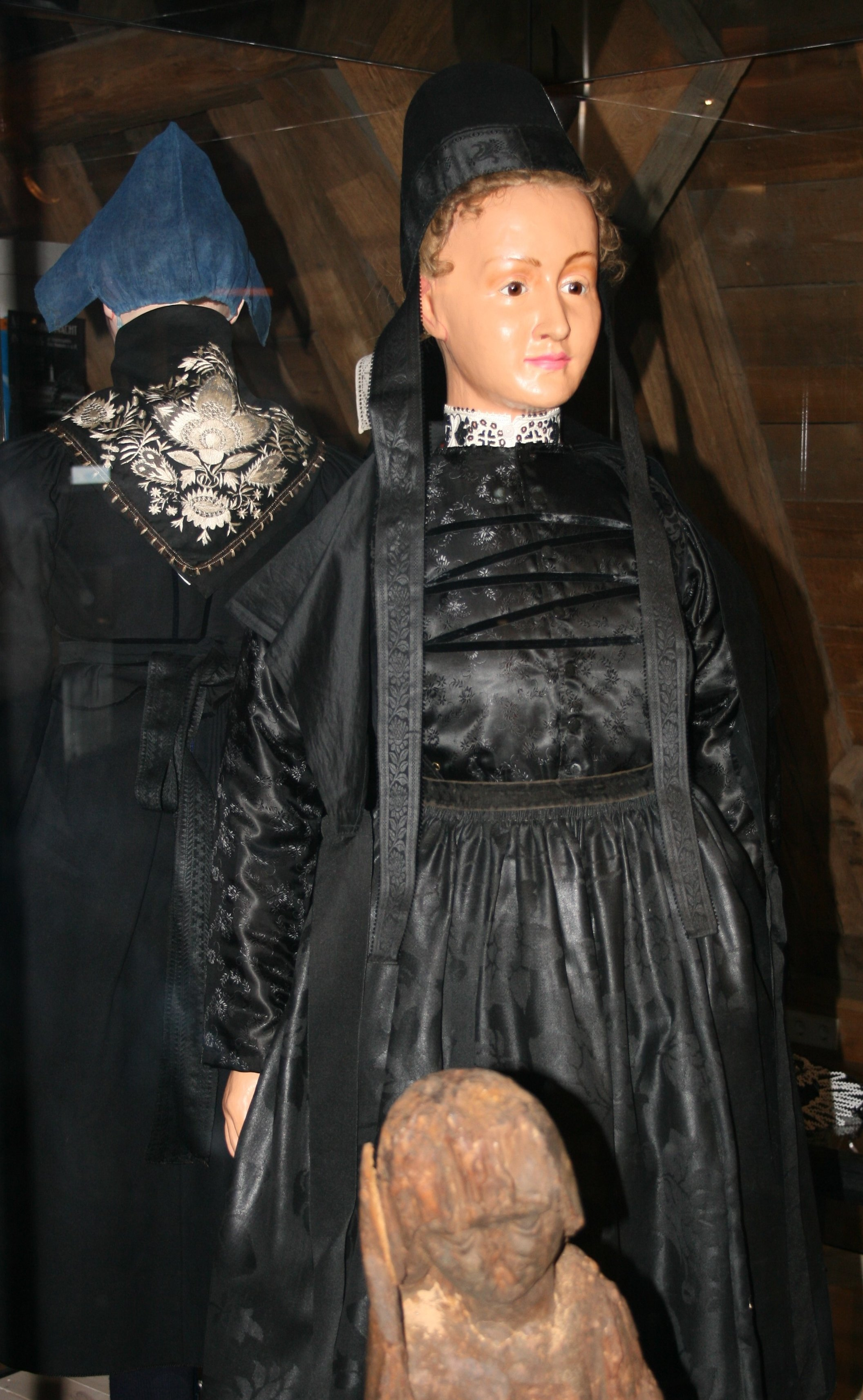
Hinterländer Frauentracht zum Kirchgang, ehemaliges Obergericht Breidenbach
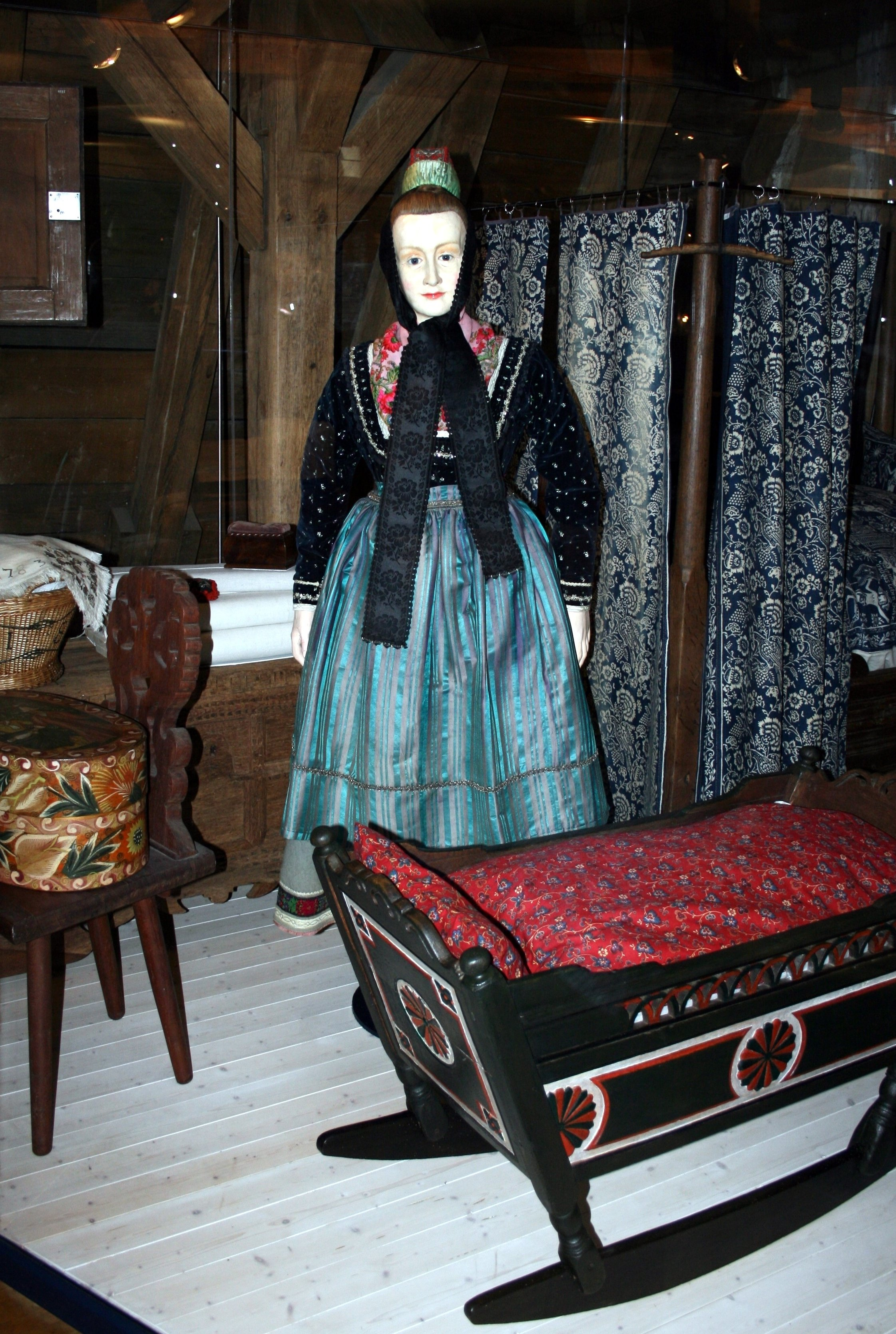
Neue evangelische Marburger Tracht, Kinderwiege, Wäsche mit Blaudruck, Spanschachtel
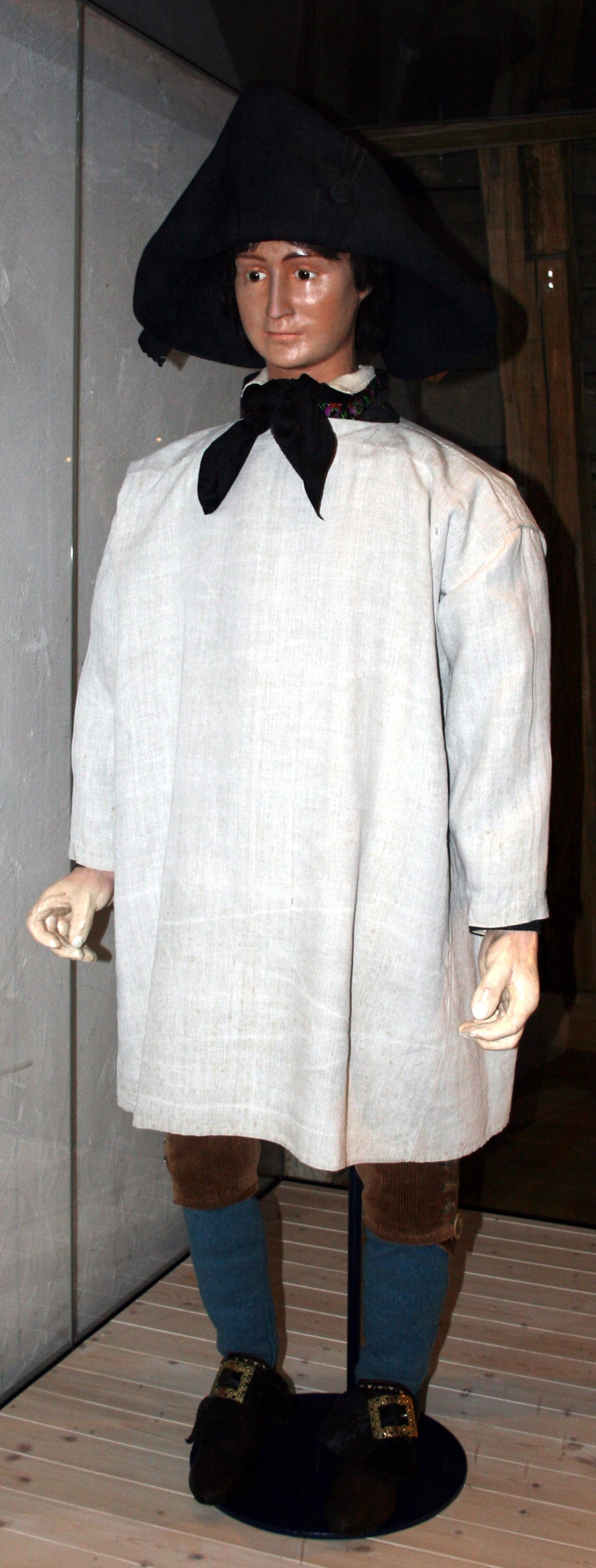
Hinterländer Männertracht (Sonntagstracht)
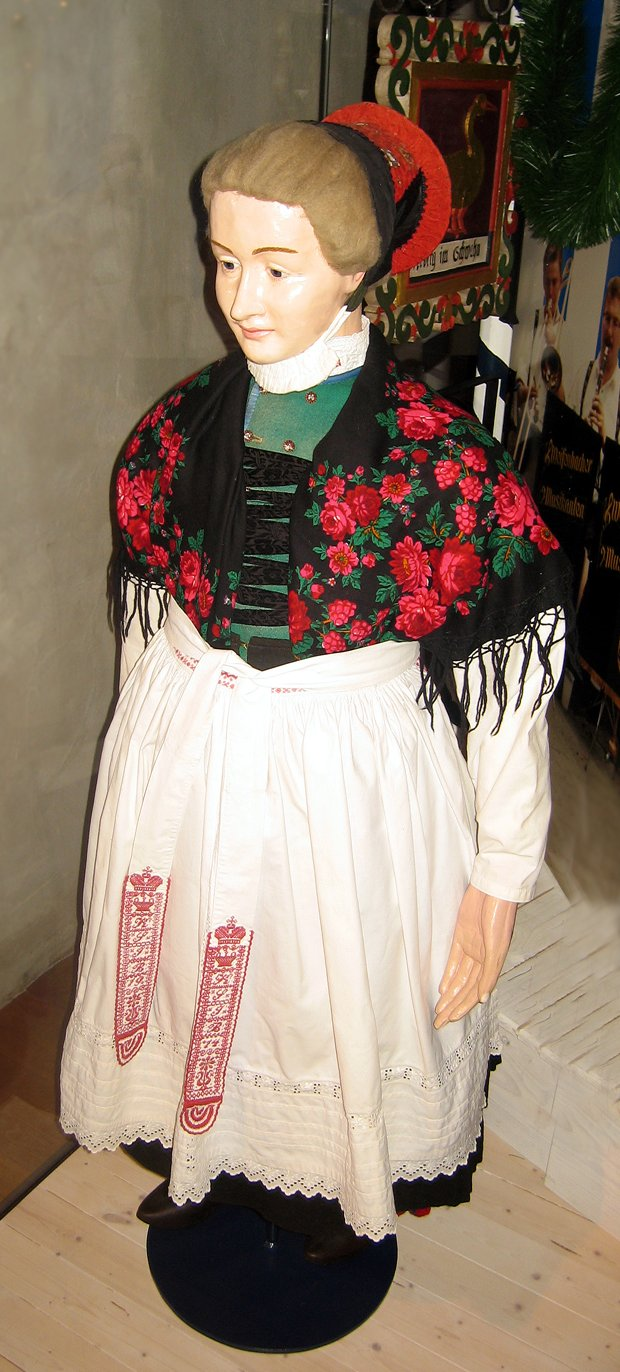
Hinterländer Frauentracht, Breidenbacher Grund
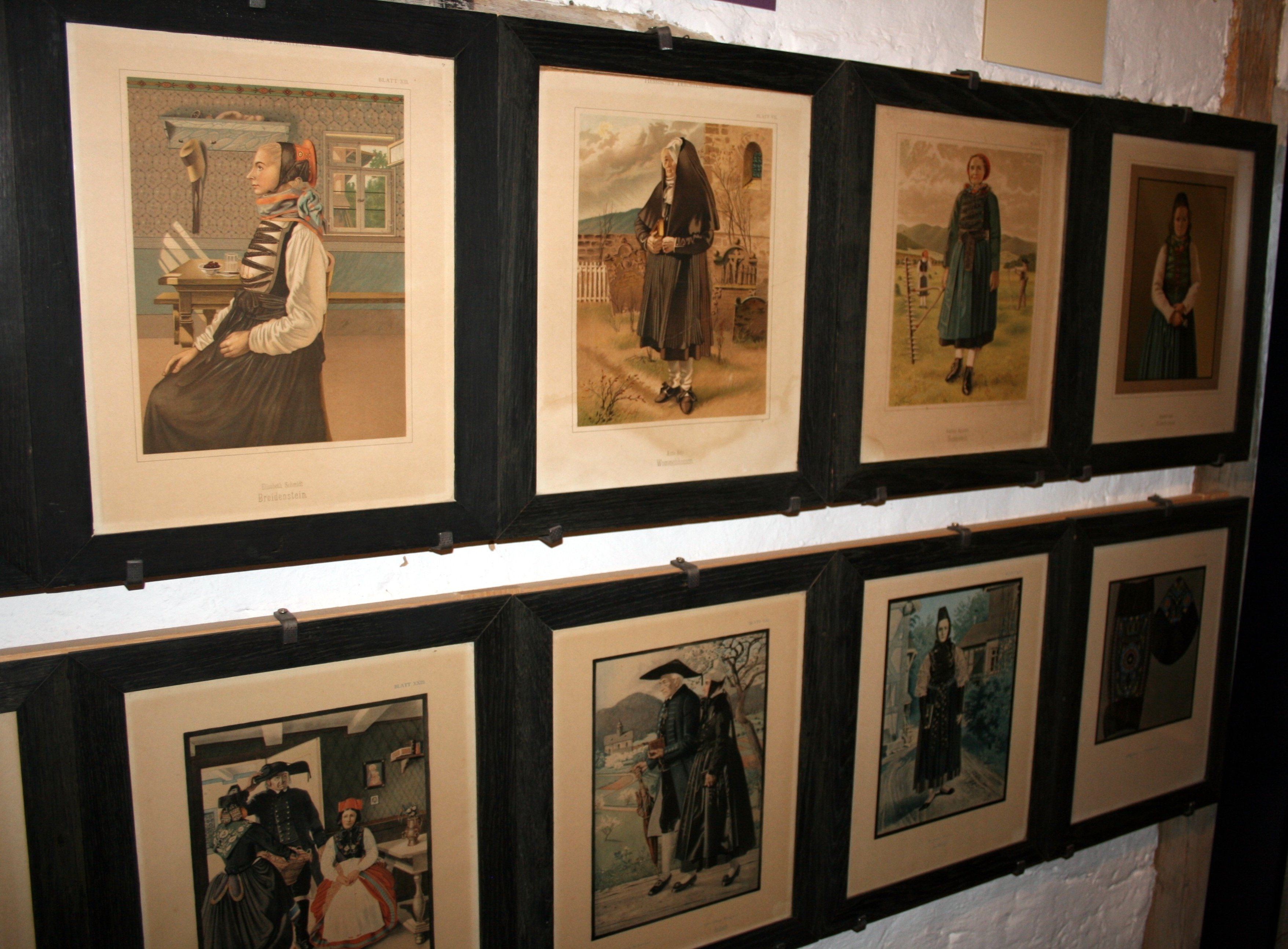
Zeichnungen historischer Hinterländer Männer- und Frauentrachten
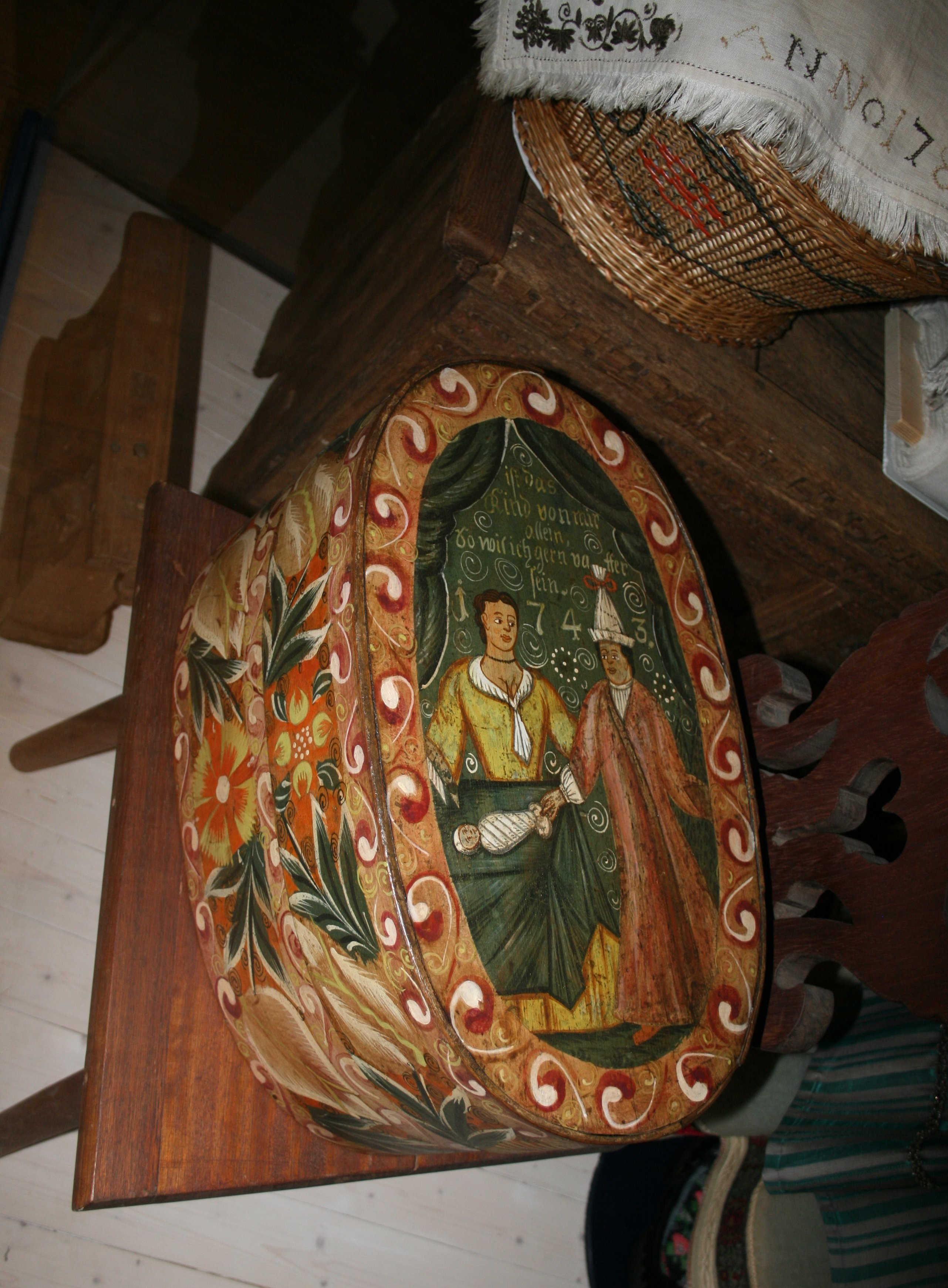
Kunstvoll bemalte Spanschachtel von 1743
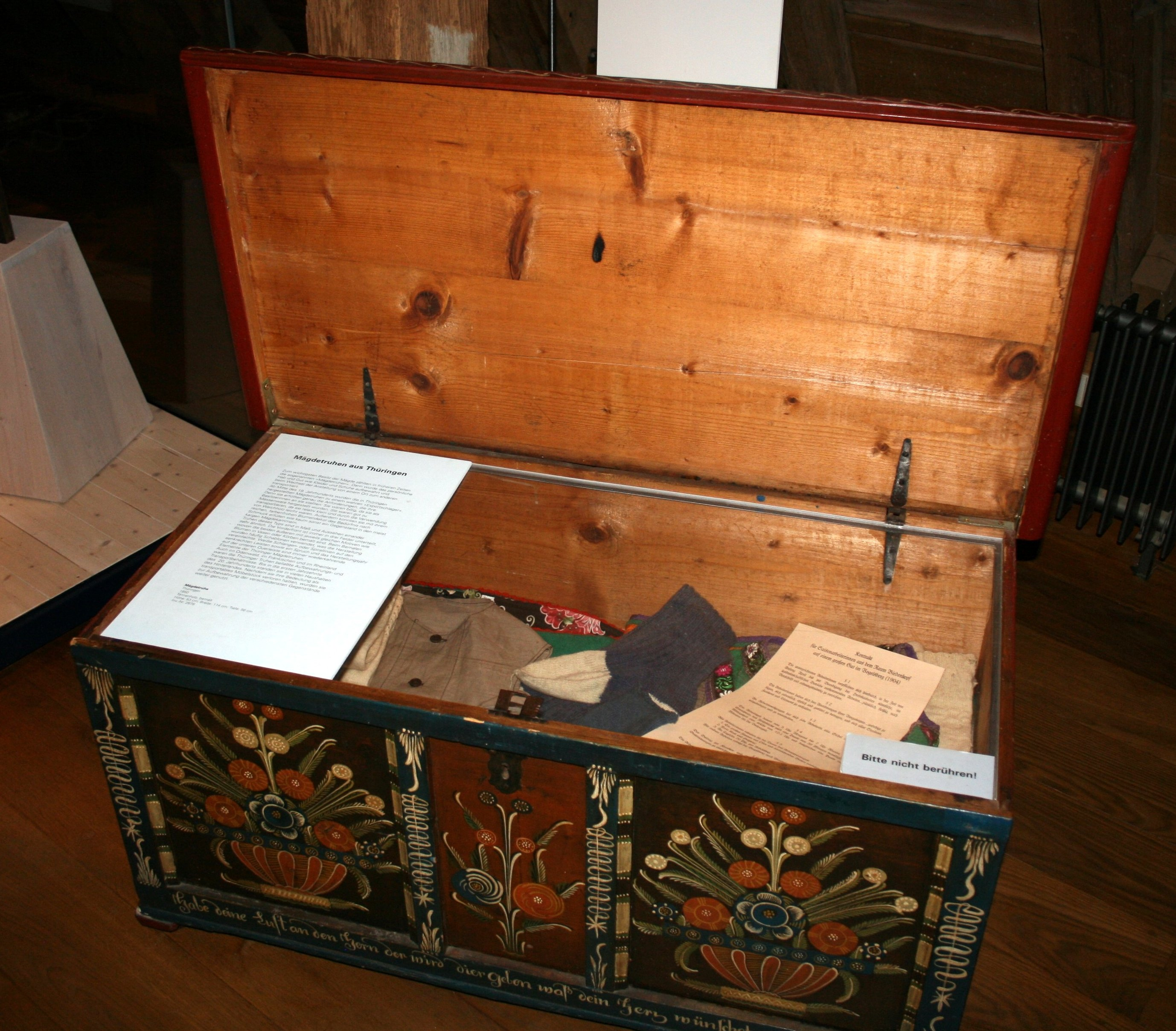
Thüringer Mägdetruhe, 1850
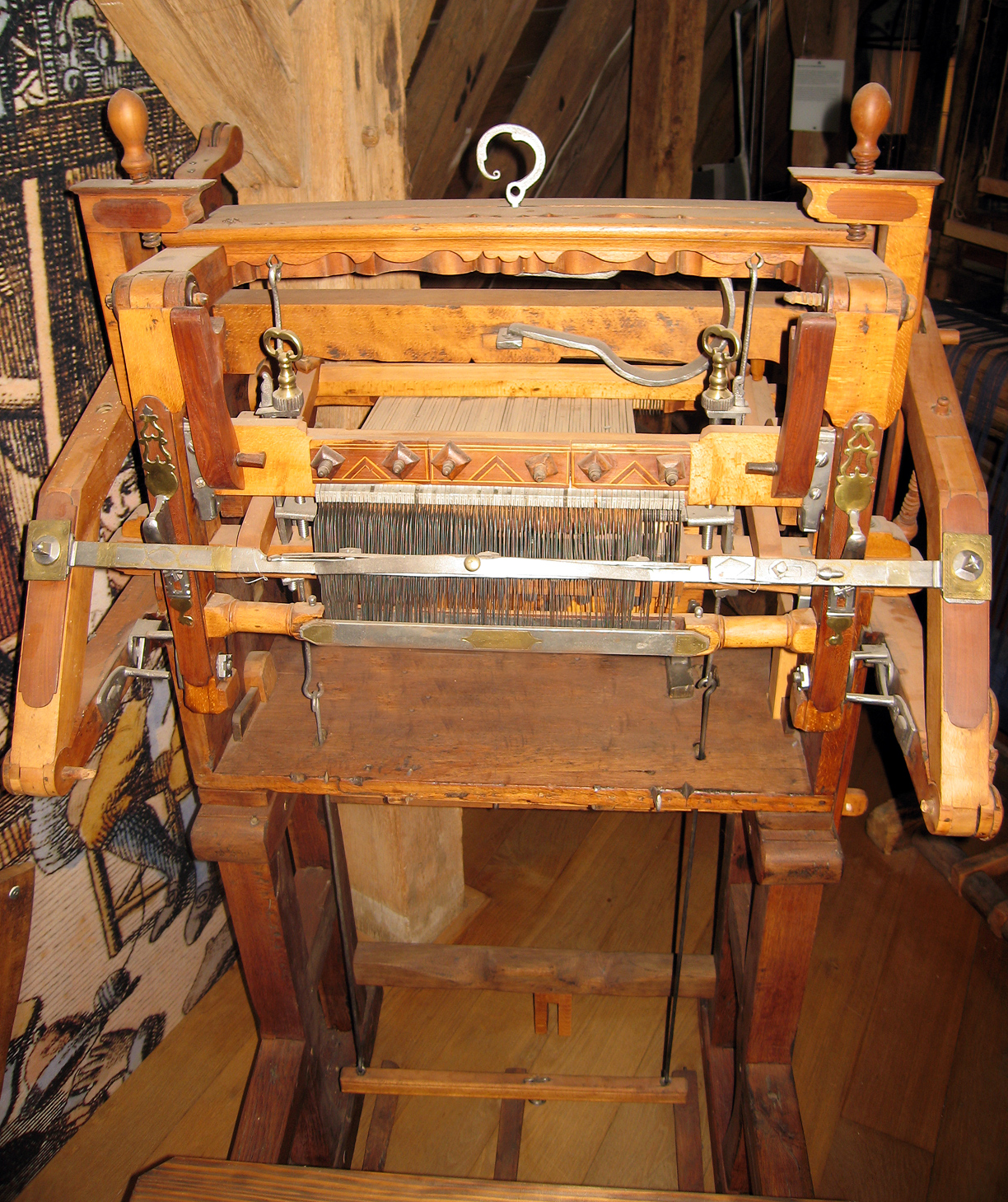
Strumpfwirkerstuhl
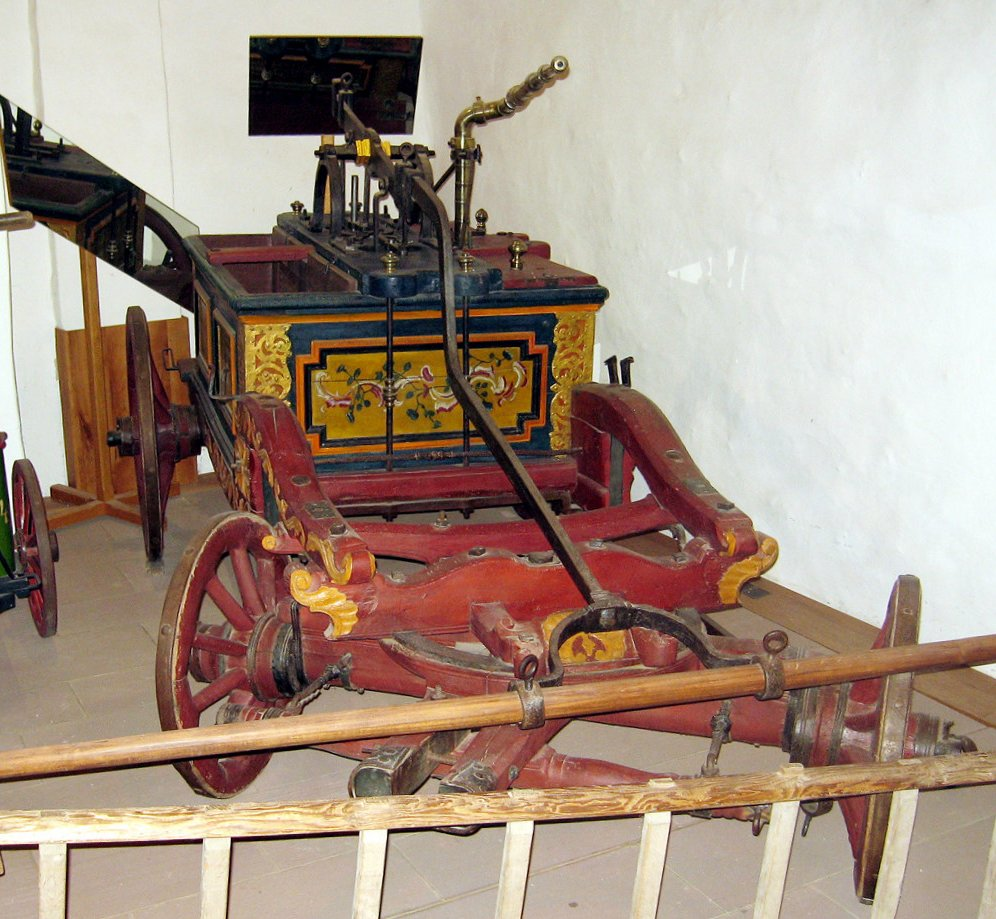
Handdruckspritze aus 1778
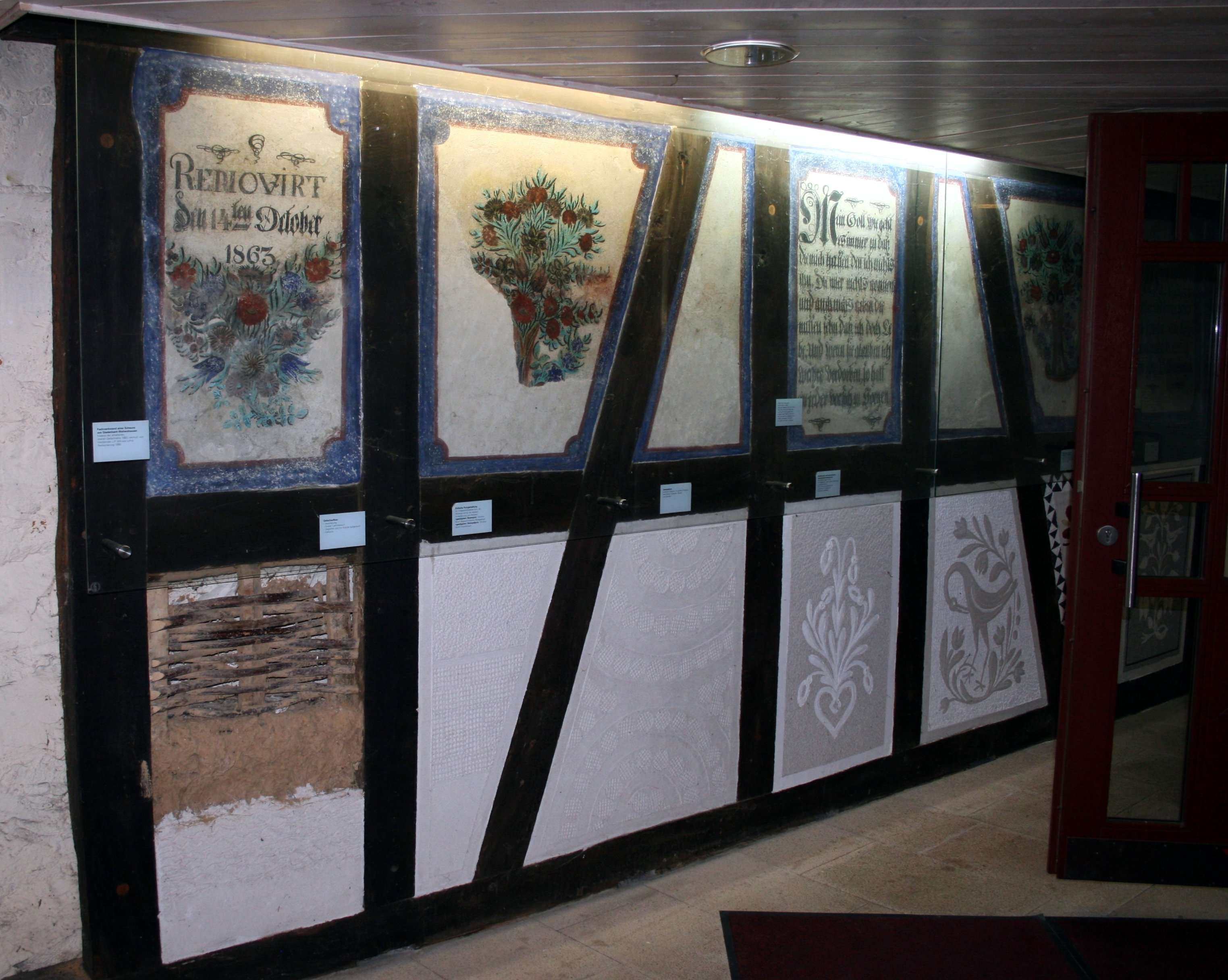
Kratzputztechniken und Lehmgefach im Fachwerk